# レイニン・イン・マイ・ハート
「レイニン・イン・マイ・ハート」（Rainin' in My Heart）はスリム・ハーポがレコーディングし、1961年にシングル・リリースした楽曲。
1961年に米国R&Bチャートの17位、ポップ・チャートの34位を記録している。  1961年のアルバム『Slim Harpo Sings "Raining in My Heart..."』に収録された。

## 概要
ジェイムズ・ムーア（スリム・ハーポの本名）とジェリー・ウェストが作詞・作曲している。ジェリー・ウェストは、ジェイ・ミラーが曲を書く際に使用した別名。ミラーはこの曲を始めハーポの多くの曲においてレコーディング、プロデューサー、ソングライティングを手掛けた。
1960年11月、ルイジアナ州クロウリーのミラーのスタジオでレコーディングされ、翌1961年1月にシングル・リリースとなった。曲は3コード、8小節のシンプルなブルース・バラードで、ハーポのハーモニカ・ソロがフィーチャーされている。恋人と別れた心情を「心に雨が降っている」と歌い、自分が間違っていたから戻ってきてほしいと綴った失恋の歌である。
ハーポはこの曲のシングル・リリース約半年後の1961年6月27日、続編となる「Still Rainin' In My Heart」をニューオーリンズのスタジオでレコーディングしており、これは1964年にシングル・リリースとなっている。よりテンポがゆったりとしているものの、歌詞に大きな変更はない。「まだ心に雨が降っている」と歌い、悲しい状況が続いていることを強調した内容となっている。
また、1961年のシングル・バージョンも1968年頃にギターがオーバーダブされて、1970年に再度シングル・リリースとなっている。
なお、バディ・ホリーにも「Raining In My Heart」という題名の曲があり混同されがちだが、別曲である。（ホリーのシングル「もうおしまい」を参照のこと。）

## 参加ミュージシャン
- スリム・ハーポ Slim Harpo - ボーカル、ハーモニカ
- ルドルフ・リチャード Rudolph Richard - ギター
- ジェイムズ・ジョンソン James Johnson - ギター
- サミー・K・ブラウン Sammy K. Brown - ドラムス

## 主なカバー・バージョン
多くのカバー・バージョンが存在する。中でも1971年のハンク・ウィリアムズ・ジュニアのバージョンはカナダのカントリー・チャートで2位、米国のカントリー・チャートでは3位を記録。米国のポップ・チャートでも108位となっている。
またケイジャン・アーティストのジョー・エル・ソニエの1989年のバージョンは米国のカントリー・チャートで35位に入っている。
| 年     | アーティスト名                         | 収録アルバム                             |
| ------ | -------------------------------------- | ---------------------------------------- |
| 1961年 | クライド・マクファター                 | 『Golden Blues Hits』                    |
| 1965年 | プリティ・シングス                     | 『Get the Picture?』                     |
| 1970年 | ハンク・ウィリアムズ・ジュニア         | 『All for the Love of Sunshine』         |
| 1972年 | ジェリー・マケイン                     | シングル盤                               |
| 1974年 | トム・ジョーンズ                       | 『Somethin' 'Bout You Baby I Like』      |
| 1978年 | スリーピー・ラビーフ                   | 『1977 Rockabilly』                      |
| 1983年 | ニール・ヤング                         | 『Everybody’s Rockin’』                  |
| 1987年 | ジョ・エル・ソニエ                     | 『Come On Joe』                          |
| 1987年 | ジェリー・リー・ルイス                 | 『The Killer 1973-1977』                 |
| 1988年 | レイジー・レスター                     | 『Harp & Soul』                          |
| 1989年 | ファビュラス・サンダーバーズ           | 『Powerful Stuff』                       |
| 1996年 | マイケル・シェンカー                   | 『"LIVE" at Age 11 with The Enervates』  |
| 2004年 | ジェイムズ・コットン with C.J.シェニエ | 『Baby, Don't You Tear My Clothes』      |
| 2005年 | ケニー・ニール                         | 『A Tribute to Slim Harpo & Raful Neal』 |
| 2005年 | ウォーレン・ストーム                   | 『Dust My Blues!』                       |